# Sonatina
| Clementi, 6 Sonatines per a piano, Op. 36, No. 1 - I. Allegro (0:45)  |
|                                                                       |
|                                                                       |
|                                                                       |
| Clementi, 6 Sonatines per a piano, Op. 36, No. 1 - II. Andante (1:21) |
|                                                                       |
|                                                                       |
|                                                                       |
| Clementi, 6 Sonatines per a piano, Op. 36, No. 1 - III. Vivace (0:34) |
|                                                                       |
| Arxius cortesia de Musopen                                            |
|                                                                       |

Una sonatina és literalment una sonata petita. Com a terme musical, sonatina no té cap definició estricta per si mateixa; és un títol aplicat pel compositor a una peça en forma sonata, però que és més curta, més lleugera o tècnicament més elemental que una sonata típica. El terme s'ha utilitzat com a mínim des de l'últim barroc quan Händel anomenà a un moviment "Sonatina". Normalment el terme s'aplicava per a obres solistes de teclat, entre les quals destaquen les de Muzio Clementi que s'han utilitzat molt com a material didàctic per a l'aprenentatge de piano; però un cert nombre de compositors han escrit sonatines per a violí i piano, com per exemple la Sonatina en Sol M per a violí i piano d'Antonín Dvořák, i ocasionalment per a altres instruments, com el Clarinet Sonatina de Malcolm Arnold.